# Краг, Хельге
Хельге Краг (Helge Stjernholm Kragh; род. 13 февраля 1944, Копенгаген) — датский историк науки, специализирующийся на физике, химии и астрономии XIX века. Получил две докторские степени, одну в области естественных наук, а другую в области гуманитарных наук. Эмерит-профессор Института Нильса Бора (с 2015). Являлся профессором в Орхусском университете (с 1997), профессором истории науки в Университете Осло и Корнеллском университете.
Член Датской королевской академии наук и литературы (2001), Европейской академии наук (European Academy of Science; 2004) и Международной академии истории наук.
Соучредитель Европейского общества истории науки (ESHS), в 2008—2010 годах президент оного. Рыцарь ордена Данеброга.

## Биография и творчество
После окончания по физике и химии Копенгагенского университета, работал учителем средней школы, физики и химии, в свободное время занимаясь историей науки. В 1995 году, после двух лет работы доцентом в Корнельском университете (в 1987-9), назначен профессором истории науки в Университете Осло (Норвегия). С 1997 профессор истории науки и техники в Орхусском университете, с 2015 эмерит-профессор Института Нильса Бора.
Член правления датского Форума диалога между наукой и теологией. Являлся редактором журнала Centaurus, впоследствии официального журнала ESHS.
Основные исследовательские интересы связаны с историей физических наук — примерно от 1800 года, однако Х. Краг также внес вклад в историю техники, историографию науки и научно-религиоведческие исследования. В 1987 опубликовал книгу «Введение в историографию науки».
Среди основных работ по истории физики — биография Поля Дирака (1990) и «Квантовые поколения» (1999; переведена на ряд языков, включая японский и китайский), исторический обзор физики двадцатого века. Где-то с 1990 года он сосредоточился на истории космологии, в частности на проблематике развития физической космологии. Результатом чего стали его работы «Космология и полемика» (1996), «Материя и дух во Вселенной» (2004) и «Концепции космоса» (2007). Также автор представяющей исторический анализ современных теорий космологии и фундаментальной физики книги «Высшие спекуляции» (2011). Автор биографий датского химика Юлиуса Томсена (2016), датского физика-теоретика Людвига Лоренца (2018) и датского математического физика Кристиана Мёллера From Quanta to Gravitation (Nord Academic, 2023). Помимо биографии Дирака (1990), спустя около четверти века К. выпустит книгу о его наследии в космологии и геофизике «Переменная гравитация» (2016), а еще небольшую о нем же Simply Dirac (2016).
Согласно собственному замечанию в 2017 году, его наиболее продаваемой книгой, вероятно, является Quantum Generations (1999), сам же он своей лучшей считает «Космологию и противоречия» 1996 года.
Автор более 600 статей. Автор Британники.